# Ricardo van Rhijn
Ricardo van Rhijn (* 13. Juni 1991 in Leiden, Niederlande) ist ein niederländischer Fußballspieler, der als Abwehrspieler in der Innenverteidigung oder als rechter Außenverteidiger eingesetzt wird.

## Verein
Van Rhijn wechselte 2001 aus der Jugend von RKSV DoCoS (Rooms-Katholieke Sportvereniging Door Combinatie Sterk) in Leiden (Provinz Zuid-Holland) zum Nachwuchs von Ajax Amsterdam. Am 18. Dezember 2011 gab er im Alter von 20 Jahren sein Debüt in der Eredivisie, als er beim 4:0-Heimsieg gegen ADO Den Haag durchspielte. Bis Saisonende kam van Rhijn in vielen Spielen zum Einsatz und hatte dabei zumeist durchgespielt. Ajax Amsterdam gewann zum Saisonende die niederländische Meisterschaft. In der Saison 2012/13 gelang ihm der Durchbruch, als er sich in der Abwehr der Amsterdamer einen Stammplatz erkämpfte und dabei zumeist als rechter Außenverteidiger eingesetzt wurde. Als niederländischer Meister qualifizierte sich Ajax für die Gruppenphase der UEFA Champions League, wo der niederländische Rekordmeister auf Borussia Dortmund, Real Madrid und Manchester City traf und dabei als Gruppendritter ausschied. Van Rhijn kam in allen sechs Gruppenpartien zum Einsatz und spielte in der Folge mit seinem Verein in der Zwischenrunde der UEFA Europa League weiter, wo Ajax Amsterdam gegen Steaua Bukarest ausschied. In nationalen Wettbewerben gelangen Van Rhijn und Ajax die Titelverteidigung in der Liga. In der Saison 2013/14 traf der Verein in den Gruppenspielen in der „Königsklasse“ auf den FC Barcelona, auf den AC Mailand sowie auf Celtic Glasgow und erneut schieden die Amsterdamer – trotz eines 2:1-Sieges im vorletzten Spiel gegen den FC Barcelona, wobei Van Rhijn ein Tor vorbereitete – als Gruppendritter aus; in der Runde der letzten 32 in der „EL“ folgte das Ausscheiden gegen den österreichischen Vertreter FC Red Bull Salzburg. Van Rhijn kam dabei bis zum Ausscheiden in allen Partien zum Einsatz. National wurde zum vierten Mal nach 2011, 2012 und 2013 die niederländische Meisterschaft gewonnen, zudem erreichte man im KNVB-Beker das Finale, wo Ajax allerdings mit 1:5 gegen den PEC Zwolle verlor. In diesem Spiel hatte Van Rhijn die zwischenzeitliche 1:0-Führung erzielt. In der Saison 2014/15 traf er mit Ajax in der Champions-League-Gruppenphase auf Paris St. Germain, auf den zyprischen Vertreter APOEL Nikosia sowie wie im vergangenen Jahr auf den FC Barcelona. Zum fünften Mal nach den Saisons 2010/11, 2011/12, 2012/13 und 2013/14 war Ajax Amsterdam als Gruppendritter ausgeschieden und spielte im Europa-League-Sechzehntelfinale weiter, wo sich die Niederländer gegen Legia Warschau durchsetzen konnten; im Achtelfinale schied Ajax gegen den ukrainischen Erstligisten Dnipro Dnipropetrowsk aus. Im Ligaalltag war Van Rhijn über weite Strecken der Saison Stammspieler, saß allerdings gegen Saisonende auf der Bank. Die niederländische Meisterschaft musste Ajax nach vier Ligatiteln nacheinander an die PSV Eindhoven abgeben. In der Saison 2015/16 kam Van Rhijn nicht mehr häufig zum Einsatz, so dass in der Sommerpause ein Vereinswechsel folgte.
Sein neuer Arbeitgeber wurde der belgische Erstligist FC Brügge. In Brügge erkämpfte er sich nach anfänglichen Schwierigkeiten einen Stammplatz auf der Position des rechten Außenverteidigers und spielte mit dem Verein in der Gruppenphase der UEFA Champions League, wo der FC Brügge auf den englischen Meister Leicester City, auf den FC Kopenhagen sowie auf den FC Porto traf. Dabei schieden die Brügger als Gruppenletzter aus dem Wettbewerb aus. Vom 22. bis zum 27. Spieltag fiel Van Rhijn aufgrund einer Knöchelverletzung aus und bei seiner Rückkehr am 4. März 2017 bei einer 1:2-Niederlage beim KRC Genk sah er in der Nachspielzeit die gelb-rote Karte. Als Tabellenzweiter qualifizierte sich der FC Brügge für die Meisterschafts-Play-offs, in der er zu lediglich drei Einsätzen kam. Ende August 2017 folgte auf Leihbasis eine Rückkehr in die Niederlande, wo sich Van Rhijn AZ Alkmaar anschloss. Dort kam er allerdings nicht häufig zum Einsatz. Zur Saison 2018/19 folgte daher die Rückkehr zum FC Brügge, doch Ende August 2018 verpflichtete AZ Alkmaar van Rhijn fest. Auch als Festangestellter kam er nicht oft zum Einsatz – als Leihspieler waren es 11 Einsätze in der Liga, nach seiner Festverpflichtung waren es 14 Punktspiele – und nach wiederum ein Jahr folgte der Abgang. Van Rhijn schloss sich dem SC Heerenveen an und erkämpfte sich nach und nach einen Stammplatz als rechter Außenverteidiger. Die Saison 2019/20 musste aufgrund der COVID-19-Pandemie vorzeitig abgebrochen werden. Im Oktober 2020 wechselte van Rhijn zum FC Emmen, wo er zunächst abwechselnd als Innenverteidiger, als linker sowie als rechter Außenverteidiger Stammspieler war, doch in der Folgezeit rückte er ins zweite Glied. Zum Saisonende stand der Abstieg aus der Eredivisie, nachdem der FC Emmen im Halbfinale der Auf-und-Abstiegs-Play-offs gegen NAC Breda verlor. Van Rhijns Vertrag lief zum 30. Juni 2021 aus.
Nach rund dreieinhalbmonatiger Vereinslosigkeit schloss sich van Rhijn Mitte Oktober 2021 dem deutschen Zweitligisten Karlsruher SC an. Er unterschrieb einen Vertrag bis zum Ende der Saison 2021/22 und soll auf der Rechtsverteidigerposition Sebastian Jung ersetzen, der sich einen Kreuzbandriss zugezogen hatte.

## Nationalmannschaft
Von der U-15 bis zur U-21 durchlief van Rhijn alle Auswahlmannschaften des Niederländischen Verbandes und erzielte dabei in 48 Begegnungen zwei Tore. 
Bondscoach Louis van Gaal berief ihn nach der EM 2012 erstmals in die Nationalmannschaft, in der er am 15. August 2012 in einem Freundschaftsspiel gegen Belgien sein Debüt gab. Bis zum November 2014 absolvierte er insgesamt 8 Länderspiele, ein Tor gelang ihm dabei nicht.

## Erfolge
- Niederländischer Meister:  2012, 2013,  2014
- Niederländischer Superpokalsieger: 2013